# Chrysler Museum of Art
Le Chrysler Museum of Art est un musée de beaux-arts situé à Norfolk (Virginie) aux États-Unis.
Il a été créé en 1933 sous le nom de Norfolk Museum of Arts and Sciences. En 1971, Walter P. Chrysler Jr. dont la femme était originaire de Norfolk donna la majeure partie de sa vaste collection d'art au musée, qui fit instantanément du musée l'un des plus importants dans le Sud-Est des États-Unis.

## Collections
Le musée conserve plus de 30 000 objets, couvrant une période de 5 000 ans d'histoire. Les collections de peinture et de sculpture européenne, du Moyen Âge à nos jours, sont particulièrement remarquables.
En peinture et sculpture, le musée possède des œuvres de la main du Tintoret, Giovanni Battista Pittoni (Memorial to James, First Earl of Stanhope), Véronèse, Pierre Paul Rubens, Diego Vélasquez, Salvator Rosa, Le Bernin, Laurent de La Hyre, Jean-François de Troy, John Singleton Copley, Thomas Cole, Eugène Delacroix, Édouard Manet, Paul Cézanne, Gustave Doré, Albert Bierstadt, Auguste Rodin, Mary Cassatt, Paul Gauguin, Georges Rouault, Pierre Soulages, Georges Braque, Edward Hopper, Jackson Pollock, Andy Warhol, Richard Diebenkorn et Franz Kline. Henri Matisse est également présent dans la collection avec Les Pommes sur la table, sur fond vert, Roy Lichtenstein avec Live Ammo (Ha! Ha! Ha!).
Le musée détient aussi une collection majeures de vitraux Tiffany et un ensemble de photographie important. Les arts d'Afrique, d'Asie et d'Amérique sont également bien représentés au sein des collections.

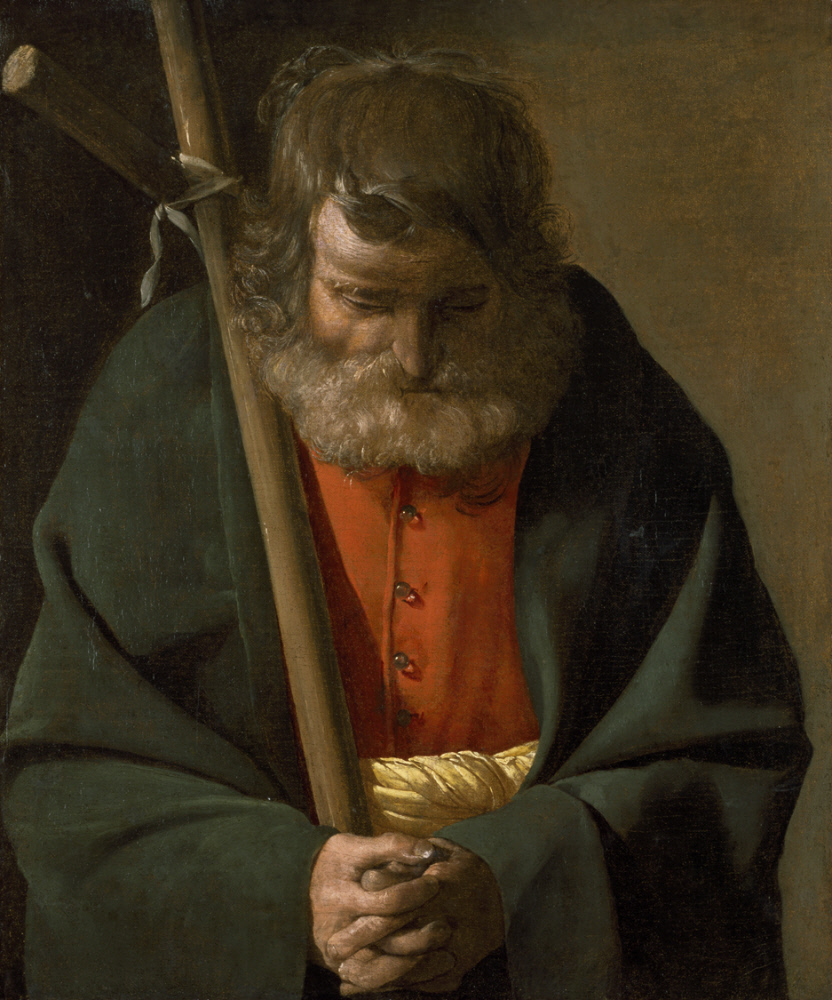
Saint Philippe, par Georges de La Tour, vers 1625.
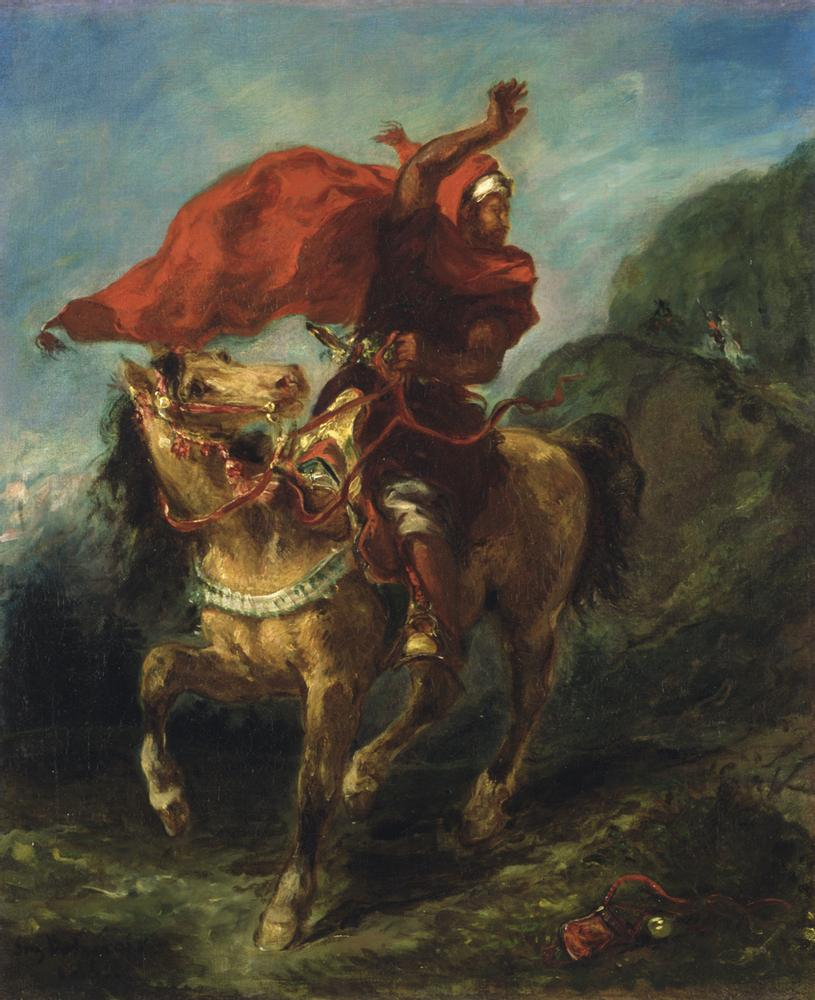
Cavalier arabe donnant un signal, par Eugène Delacroix, en 1851.
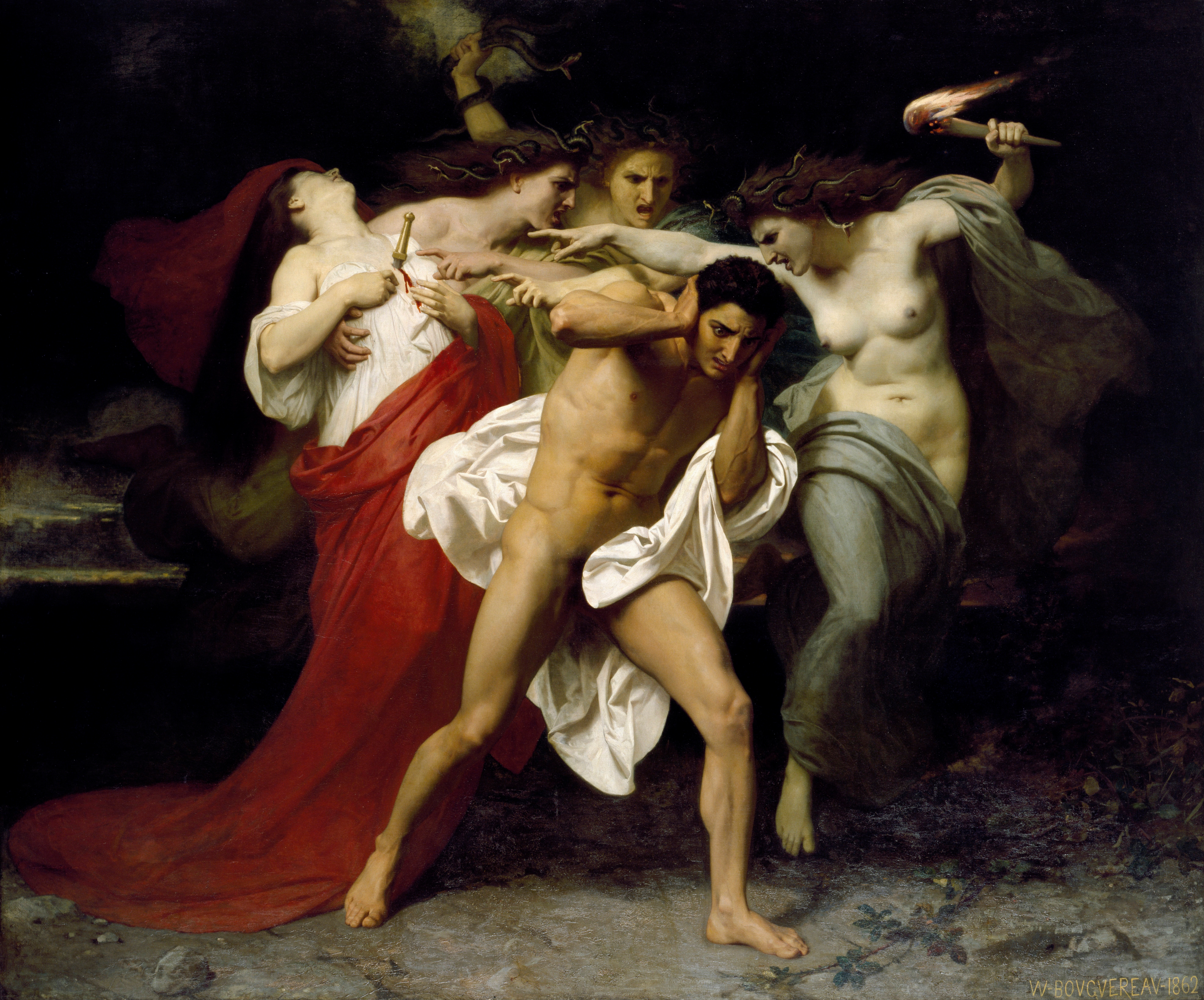
Les Remords, par William Bouguereau, en 1862.
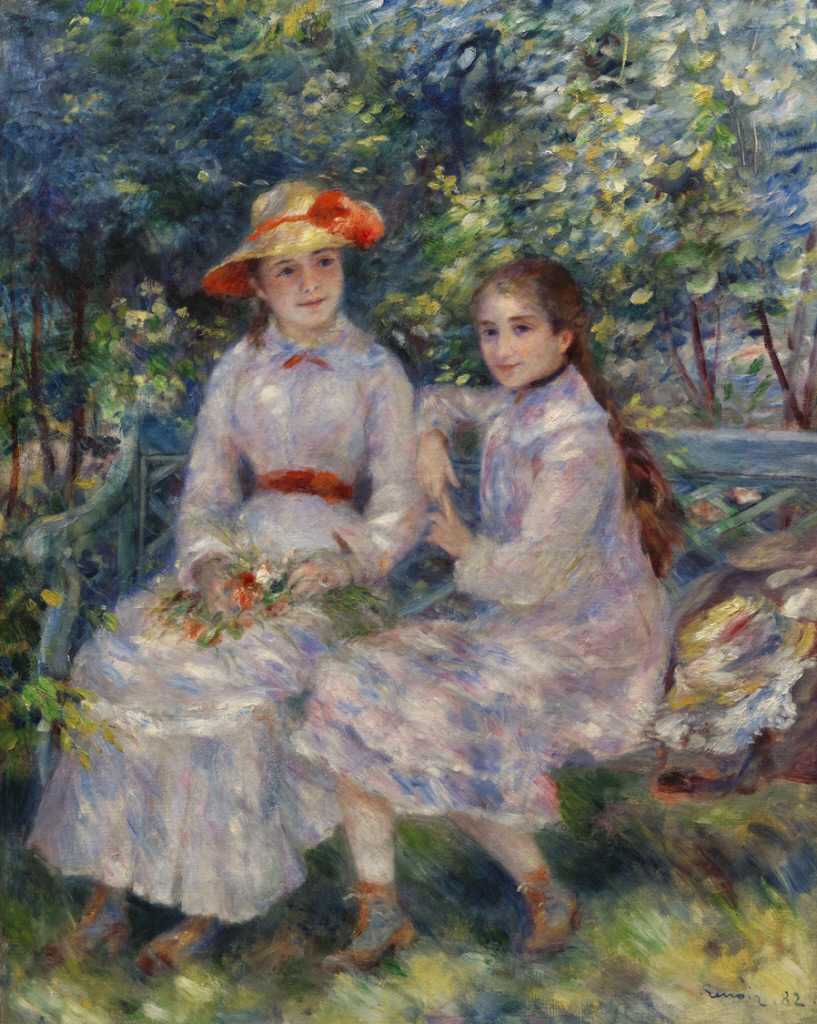
Les Filles de Durand-Ruel, par Auguste Renoir, en 1882.
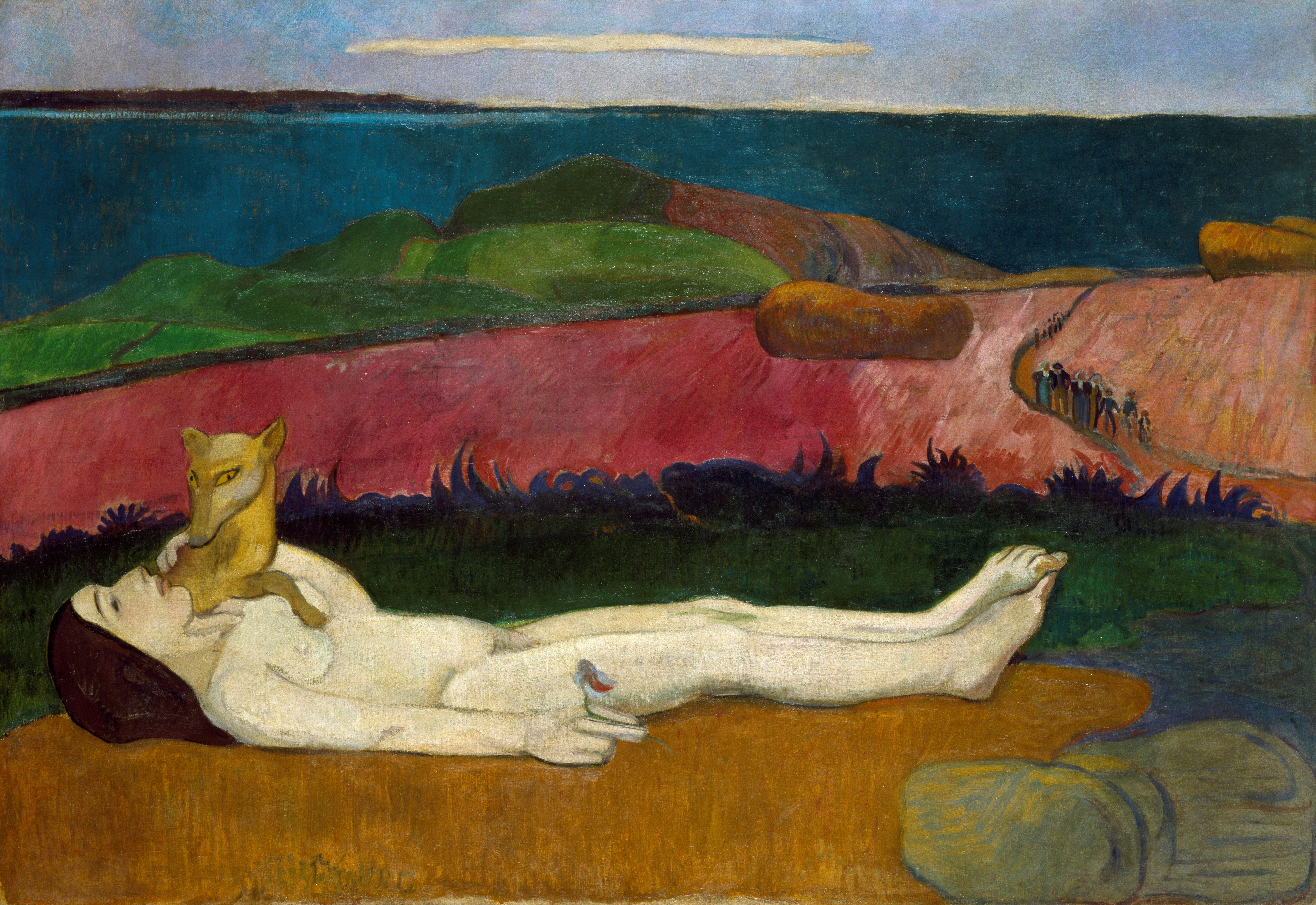
La Perte du pucelage, par Paul Gauguin, en 1890-1891.